# هه‌ایتا کاواکاتسو
هه‌ایتا کاواکاتسو (انگلیسی: Heita Kawakatsu؛ زادهٔ ۱۶ اوت ۱۹۴۸) سیاستمدار اهل ژاپن و فرماندار استان شیزوئوکا از سال ۲۰۰۹ تا ۲۰۲۴ میلادی بود.